# Abou Talha al-Libi
Abdel Monem al-Hasnaoui Bel Ha, dit Abou Talha al-Libi, né à Sebha à une date inconnue et mort le 18 janvier 2019 à al-Qarda al-Chatti, est un djihadiste libyen.

## Biographie
Abou Talha al-Libi est arrêté en 1996 pour participation à une tentative d'assassinat contre Mouammar Kadhafi,. Il est emprisonné jusqu'en 2011. Il participe ensuite à la première guerre civile libyenne et combat au sein du groupe djihadiste al-Moqatila.
En 2013, il quitte la Libye et se rend en Syrie, où il rejoint le Front al-Nosra. Il devient le juriste de la brigade des Mohajirines. En 2014, il regagne la Libye en compagnie de sa femme, de nationalité syrienne, et fonde le conseil de choura de la tribu al-Hasawna. Abou Talha al-Libi est alors affilié à Al-Qaïda au Maghreb islamique (AQMI),.
Dans la nuit du 14 au 15 novembre 2016, un drone de reconnaissance américain RQ-4B repère une réunion de chefs d'AQMI dans la maison d'Abou Talha al-Libi. Deux chasseurs Rafale français larguent ensuite trois bombes qui détruisent plusieurs maisons. Ce raid pourrait avoir causé la mort de Mokhtar Belmokhtar,.
Le 18 janvier 2019, l'Armée nationale libyenne affirme avoir tué Abou Talha al-Libi au cours d'une vaste opération dans le sud du pays,. Abou Talha al-Libi aurait été tué avec deux autres djihadistes — le Libyen el-Mehdi Dengo et l'Égyptien Abdallah Desouki — au cours d'un assaut contre deux maisons dans la région d'al-Qarda al-Chatti, à environ 60 kilomètres au nord-est de la ville de Sebha,.